# Børnene i Nyskoven
Børnene i Nyskoven (engelsk: The Children of the New Forest) er en roman fra 1847. Det blev den sidste bog, Kaptajn Marryat (1792 – 1848) fik udgivet inden sin død.

## Handling
Børnene i Nyskoven er en populær børnebog, der foregår fra den engelske borgerkrig (1642 – 1651) og helt frem til kongemagtens genoprettelse i 1660, hvor Karl den 2. af England genindsættes som konge. Tiden kan også følges i den samtidige Samuel Pepys' dagbøger, der dog ikke er videre børnevenlige.
Fire forældreløse børn må søge tilflugt i en hytte i Nyskoven, da Oliver Cromwell fordriver kong Karl 1. af England. Børnenes far var oberst i kong Karl 1.s hær. Han faldt i Slaget ved Naseby i 1645.
I bogen følger vi, hvordan de fire aristokratiske børn lærer at klare sig i skoven, og hvordan de bliver selvstændige.

## Oversættelser
Bogen blev første gang oversat til dansk i 1851. Siden er der kommet mange bearbejdede (forkortede) oversættelser.

## TV-serier
Børnene i Nyskoven er flere gange blevet bragt som TV-serie. BBC har indspillet bogen fire gange: i 1955 (5 episoder), 1964 (6 episoder), 1977 (5 episoder) og 1998 (6 episoder).